# Södra Mjögesjön
Södra Mjögesjön är en sjö i Eda kommun i Värmland och ingår i Göta älvs huvudavrinningsområde. Sjön har en area på 0,288 kvadratkilometer och ligger 228,3 meter över havet.

## Delavrinningsområde
Södra Mjögesjön ingår i det delavrinningsområde (663389-129775) som SMHI kallar för Ovan Lillälven. Medelhöjden är 172 meter över havet och ytan är 65,53 kvadratkilometer. Räknas de 28 avrinningsområdena uppströms in blir den ackumulerade arean 908,66 kvadratkilometer. Byälven (Kölaälven) som avvattnar avrinningsområdet har biflödesordning 2, vilket innebär att vattnet flödar genom totalt 2 vattendrag innan det når havet efter 303 kilometer. Avrinningsområdet består mestadels av skog (58 procent), öppen mark (12 procent) och jordbruk (19 procent). Avrinningsområdet har 1,27 kvadratkilometer vattenytor vilket ger det en sjöprocent på 1,9 procent. Bebyggelsen i området täcker en yta av 2,17 kvadratkilometer eller 3 procent av avrinningsområdet.